# Jadar AZS Politechnika Radomska
AZS Politechnika Radom – polska kobieca drużyna siatkarska z Radomia, będąca sekcją klubu sportowego AZS Politechnika Radomska, działająca przy Uniwersytecie Technologiczno-Humanistycznym w Radomiu.

W 2011 roku sponsorem klubu został Jadar. W tym samym roku wykupiono miejsce w I lidze kobiet od Gedanii Żukowo. Rok później miejsce w lidze sprzedano zespołowi Wieżyca 2011 Stężyca.